# 天主教維亞納堡教區
天主教維亞納堡教區（拉丁語：Dioecesis Vianensis Castelli），是以葡萄牙的一個天主教教區。屬布拉加總教區。1977年11月3日成立。
轄區包括維亞納堡區。現任教區為主教為阿納克萊托·岡薩雷斯。2011年，有247,000名教友，估轄區總人口96.5%，有291個堂區、183名司鐸、27名修士、100名修女。